# Oreophryne kampeni
Espèce
Statut de conservation UICN

 DD  : Données insuffisantes
Oreophryne kampeni est une espèce d'amphibiens de la famille des Microhylidae.

## Répartition
Cette espèce est endémique de la Province centrale en Papouasie-Nouvelle-Guinée. Elle n'est connue que dans sa localité, Moroka,.

## Étymologie
Son nom d'espèce, kampeni, lui a été donné en référence à Pieter Nicolaas Van Kampen, herpétologiste néerlandais.

## Publication originale
- Parker, 1934 : A Monograph of the Frogs of the Family Microhylidae, p. 1-208.